# 上阿尔
上阿尔是德国莱茵兰-普法尔茨州的一个市镇。总面积4.27平方公里，总人口568人，其中男性301人，女性267人（2011年12月31日），人口密度133人/平方公里。